# Cephalotaxus oliveri
Cephalotaxus oliveri (главотис Олівьєра, кит.: 篦子三尖杉 bi zi san jian shan) — вид хвойних рослин родини головчатотисових.

## Поширення, екологія
Країни поширення: Китай (Чунцин, Гуандун, Гуйчжоу, Хубей, Хунань, Цзянсі, Сичуань, Юньнань). Росте в субтропічних вічнозелених і листопадних, широколистих, хвойних і змішаних лісах, на висотах від 300 до 1800 м над рівнем моря. Мабуть, ніколи не стає вищим, ніж ≈ 4 м, цей підлісковий чагарник росте разом з кількома родами покритонасінних, таких як Rhododendron, Camellia, Cotoneaster, Deutzia, Lonicera, Berberis, Buddleia, Euonymus, Hydrangea, Prunus і багато інших видів.

## Морфологія
Кущ або невелике дерево до 4 м заввишки. Кора від жовтого до сірувато-коричневого кольору, луската. Листки матово-зелені зверху, лінійно-ланцетні, прямі або злегка серпоподібні, сильно опуклі, (1.5)1.6–2.5(3.2) см × 2.3–3.2 мм, жорсткі й шкірясті. Насіннєві шишки поодинокі; плодоніжка ≈ 6 мм. Насіння оберненояйцеподібне, яйцювате або майже кулясте, 2,2–2,7 × 1,4–1,8 см, вершина з невеликим вістрям. Запилення відбувається у березні-квітні, насіння дозріває у серпні-жовтні. 2n = 24.

## Використання
Цей чагарниковий вид експлуатується для кори (також гілки, коріння та насіння), які містять анти-канцерогенні алкалоїди, в лікувальних цілях; його також вирощуванням як декоративний чагарник, як в Китаї так і за межами Китаю.

## Загрози та охорона
Цей вид має відносно широкий географічний діапазон і широку екологічну амплітуду, але він постраждав від широкого збезлісення для розширення сільськогосподарського виробництва і заготівель лісу для деревини і деревного палива, а також прямої експлуатації для кори й інших частин рослин (загрози що тривають). Вид має низьку генетичної різноманітність, що також знижує його здатність адаптуватися до мінливих умов навколишнього середовища. Зустрічається в охоронних районах.